# Euscorpius naupliensis
Espèce
Synonymes
- Scorpius naupliensis C. L. Koch, 1837
- Euscorpius italicus zakynthi Caporiacco, 1950

Euscorpius naupliensis est une espèce de scorpions de la famille des Euscorpiidae.

## Distribution
Cette espèce est endémique de Grèce. Elle se rencontre au Péloponnèse, sur Zante et sur Peluzo.

## Description
Les mâles décrits par Gantenbein, Soleglad, Fet, Crucitti et Fet en 2002 mesurent 41,00 mm, 42,85 mm et 38,05 mm et les femelles 41,20 mm et 42,25 mm.

## Systématique et taxinomie
Cette espèce a été décrite sous le protonyme Scorpius naupliensis par Koch en 1837. Elle est placée dans le genre Euscorpius par Pavesi en 1877. Elle est considérée comme une sous-espèce d'Euscorpius italicus par Birula en 1917. Elle est placée en synonymie avec Euscorpius italicus par Kinzelbach en 1975. Elle est relevée de sa synonymie par Gantenbein, Soleglad, Fet, Crucitti et Fet en 2002, qui dans le même temps place Euscorpius italicus zakynthi en synonymie.

## Étymologie
Son nom d'espèce, composé de naupli[e] et du suffixe latin -ensis, « qui vit dans, qui habite », lui a été donné en référence au lieu de sa découverte, Nauplie.

## Publication originale
- Koch, 1837 : Die Arachniden. Nurnberg C. H. Zeh‘sche Buchhandlung, vol. 3, no 6, p. 89–115 (texte intégral).